# The Flower Fields at Carlsbad Ranch
Los Campos de flores del rancho de Carlsbad, en inglés: The Flower Fields at Carlsbad Ranch, es un vivero y jardín botánico con aproximadamente 50 acres (196,000 m²) de extensión, de administración privada en las proximidades de Carlsbad, California.
Está especializado en variedades de plantas de la familia Ranunculaceae.

## Localización
Se ubica en
The Flower Fields at Carlsbad Ranch Carlsbad Ranch Carlsbad, San Diego county CA 92697-1459 California, United States of America-Estados Unidos de América.
Planos y vistas satelitales.33°7′19″N 117°17′49″O / 33.12194, -117.29694
Las temperaturas en Carlsbad a lo largo del año varían entre 20 y 67.9 °F (12.1 a 20 °C), y el promedio anual de lluvia es de 11.13 pulgadas (283 mm).
```
Es visitable seis días a la semana de lunes a sábado, desde las 9 a.
 
m. hasta 3 p.
 
m.
```

## Colecciones
Entre las familias y los géneros botánicos se incluyen sobre todo, Amaryllidaceae, Ranunculaceae, Orchidaceae, Geraniaceae, Hyacinthaceae, Iridaceae,
- Aloe,
- Gladiolus
- Moraea
- Pelargonium
- Invernaderos con 1,500 pies cuadrados de invernadero llenos de Poinsettias Ecke.

Se puede hacer pícnic con la familia.

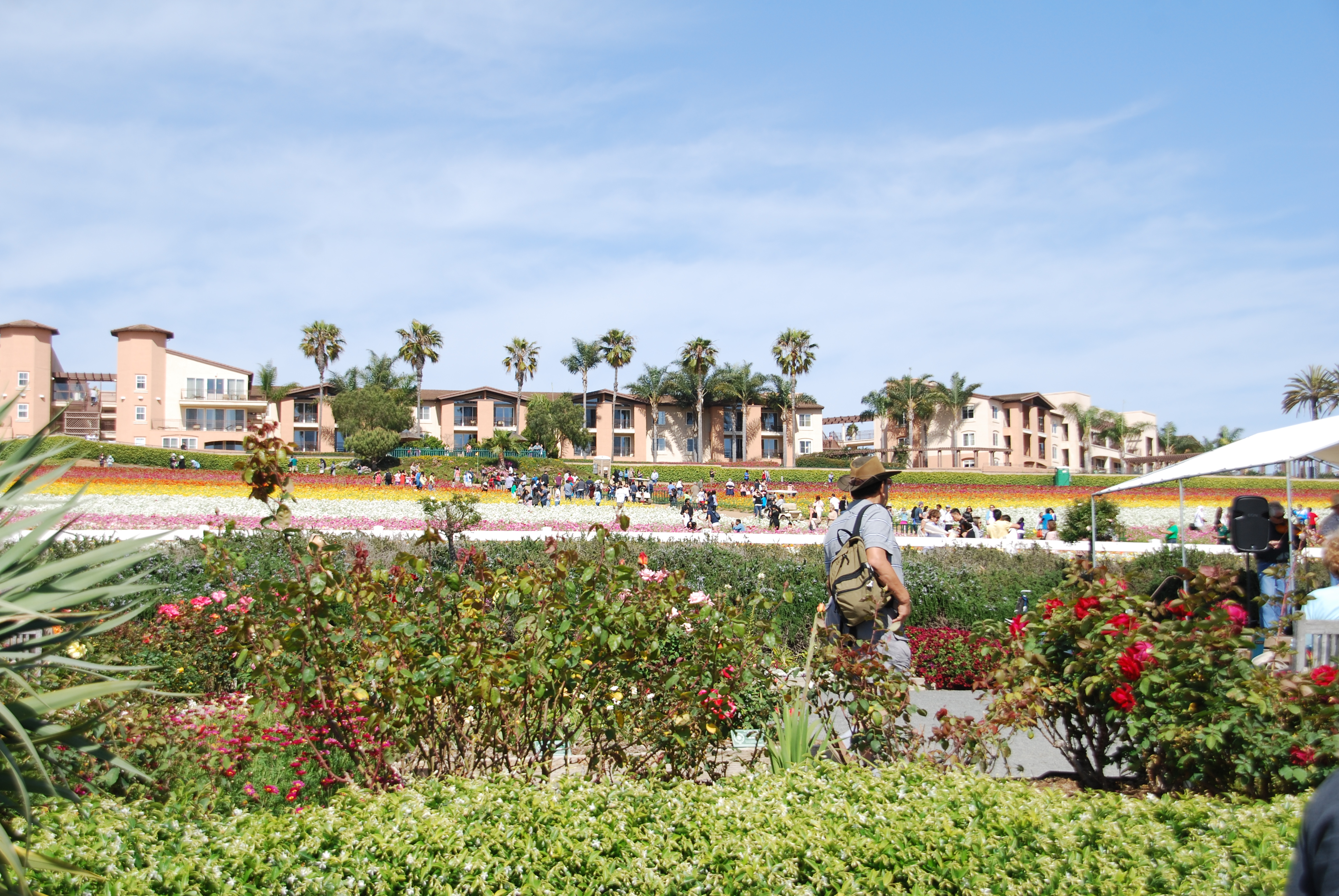
The Flower Fields at Carlsbad Ranch.
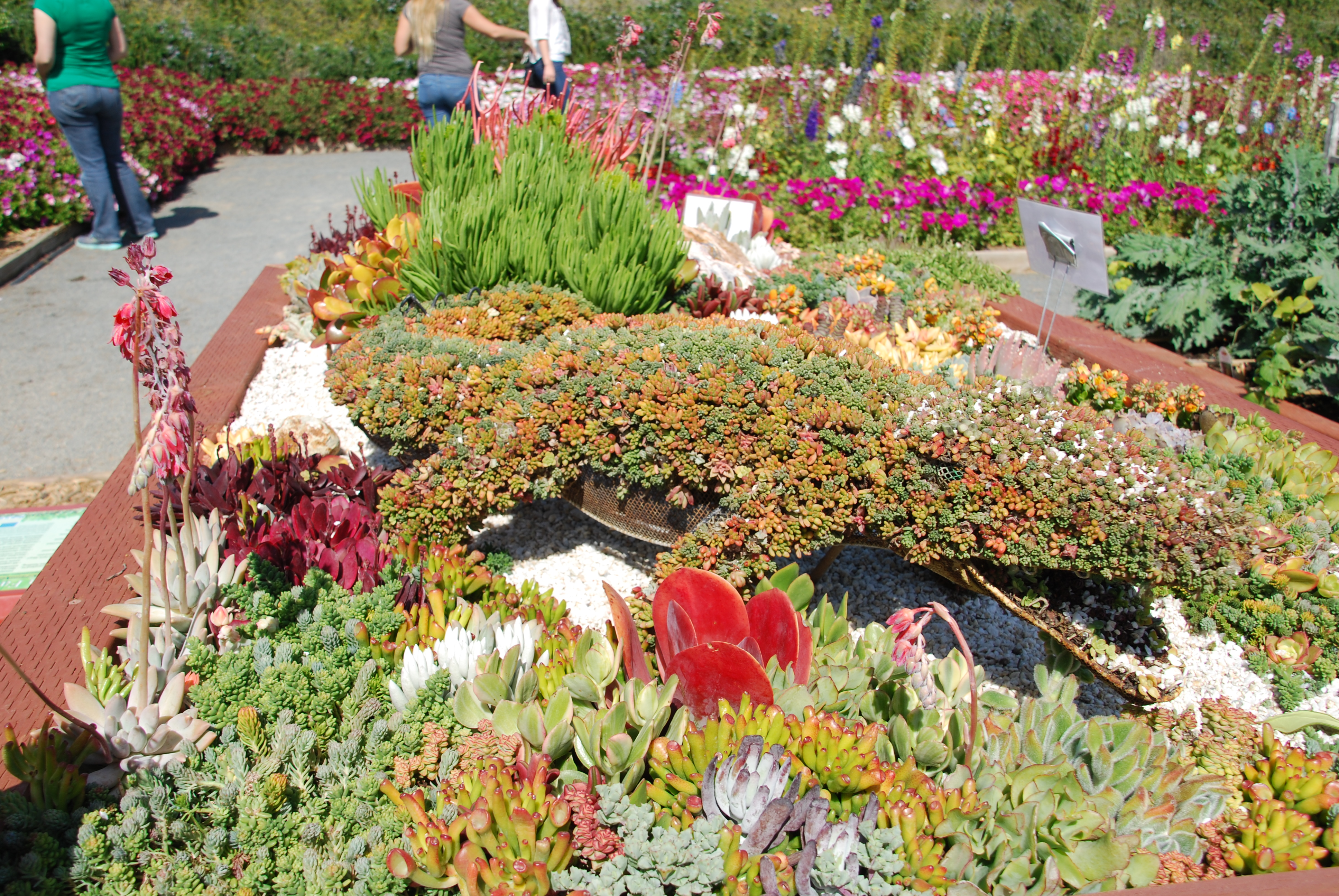
Trabajo de Topiaria en The Flower Fields at Carlsbad Ranch.
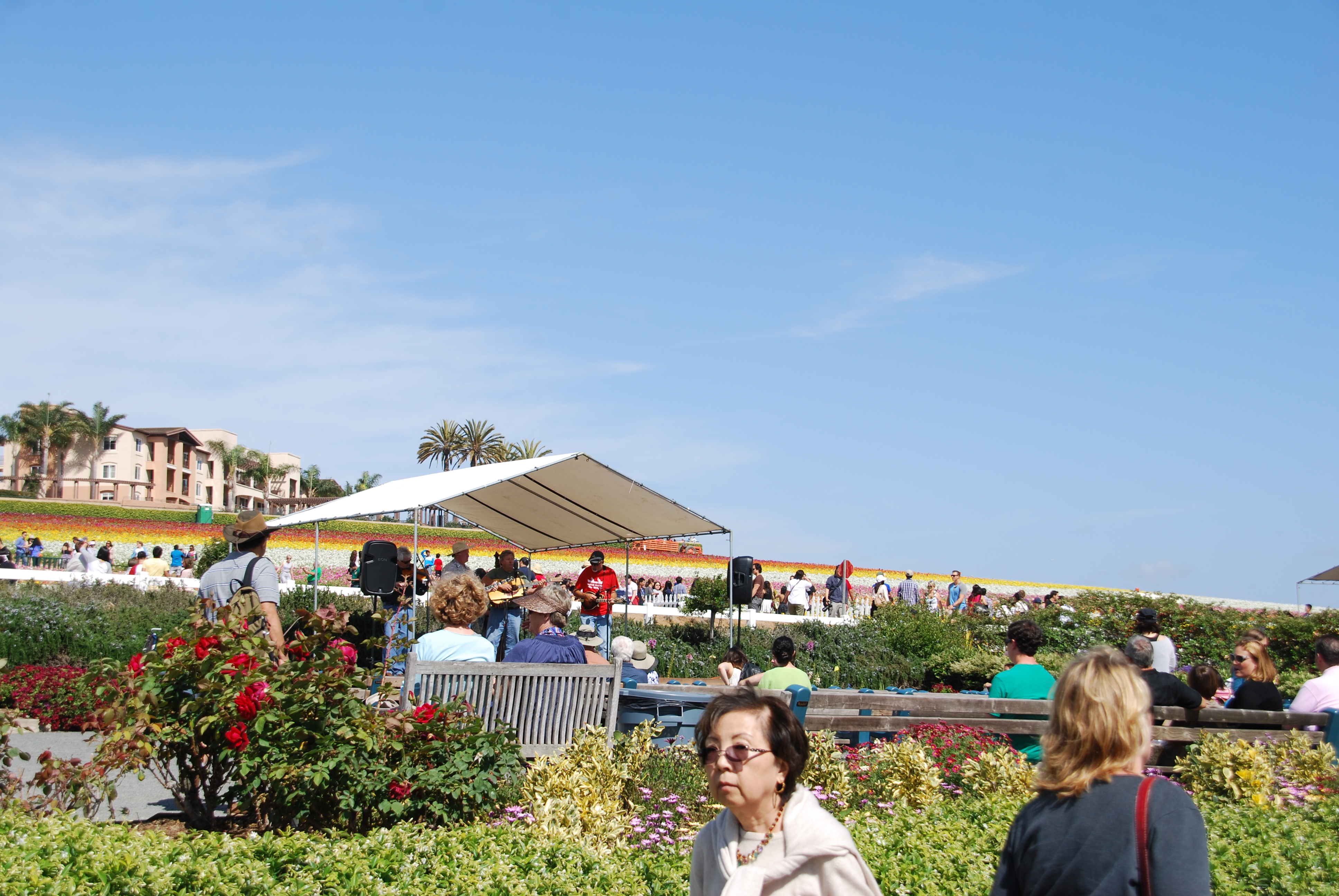
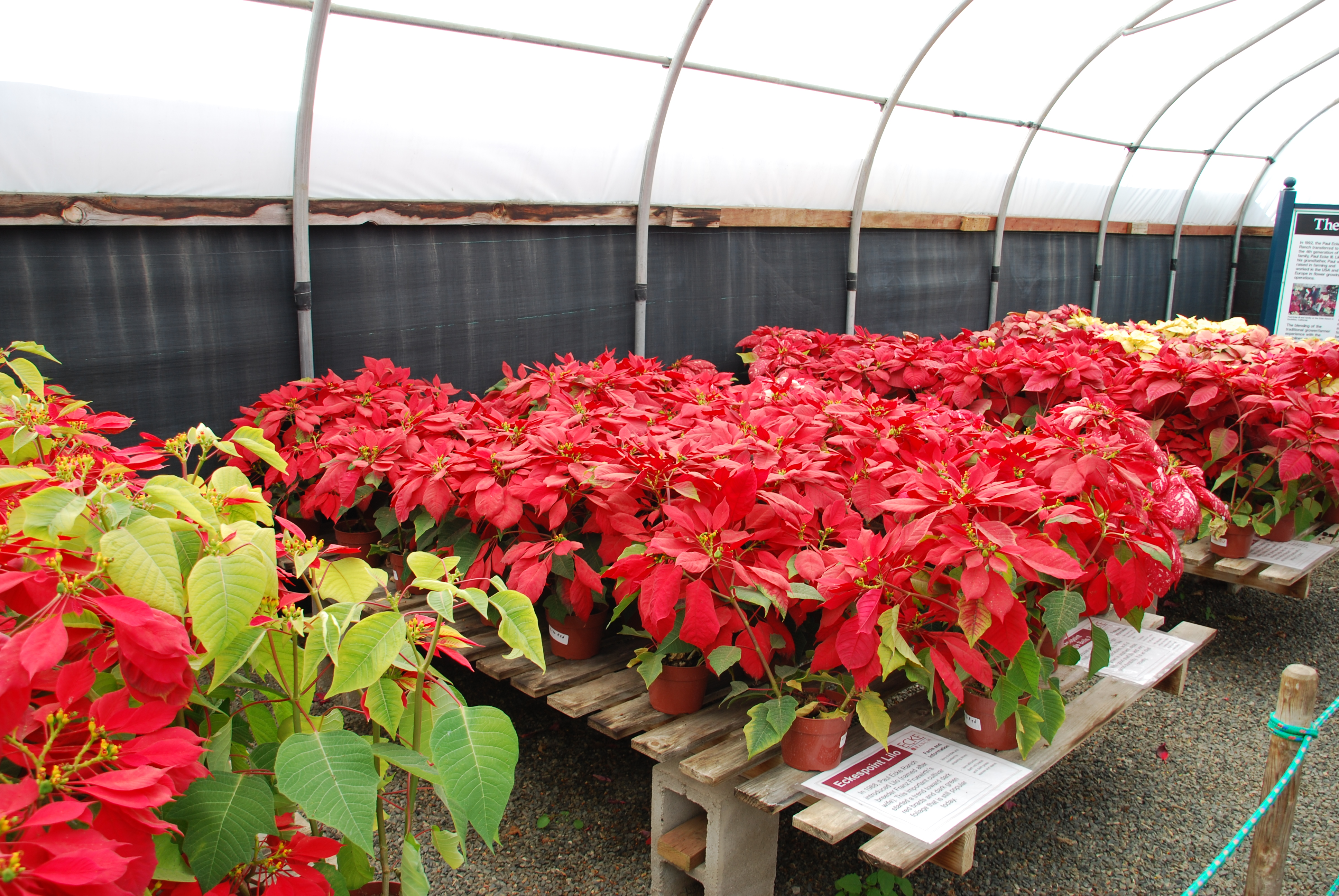
Poinsettias en el invernadero.
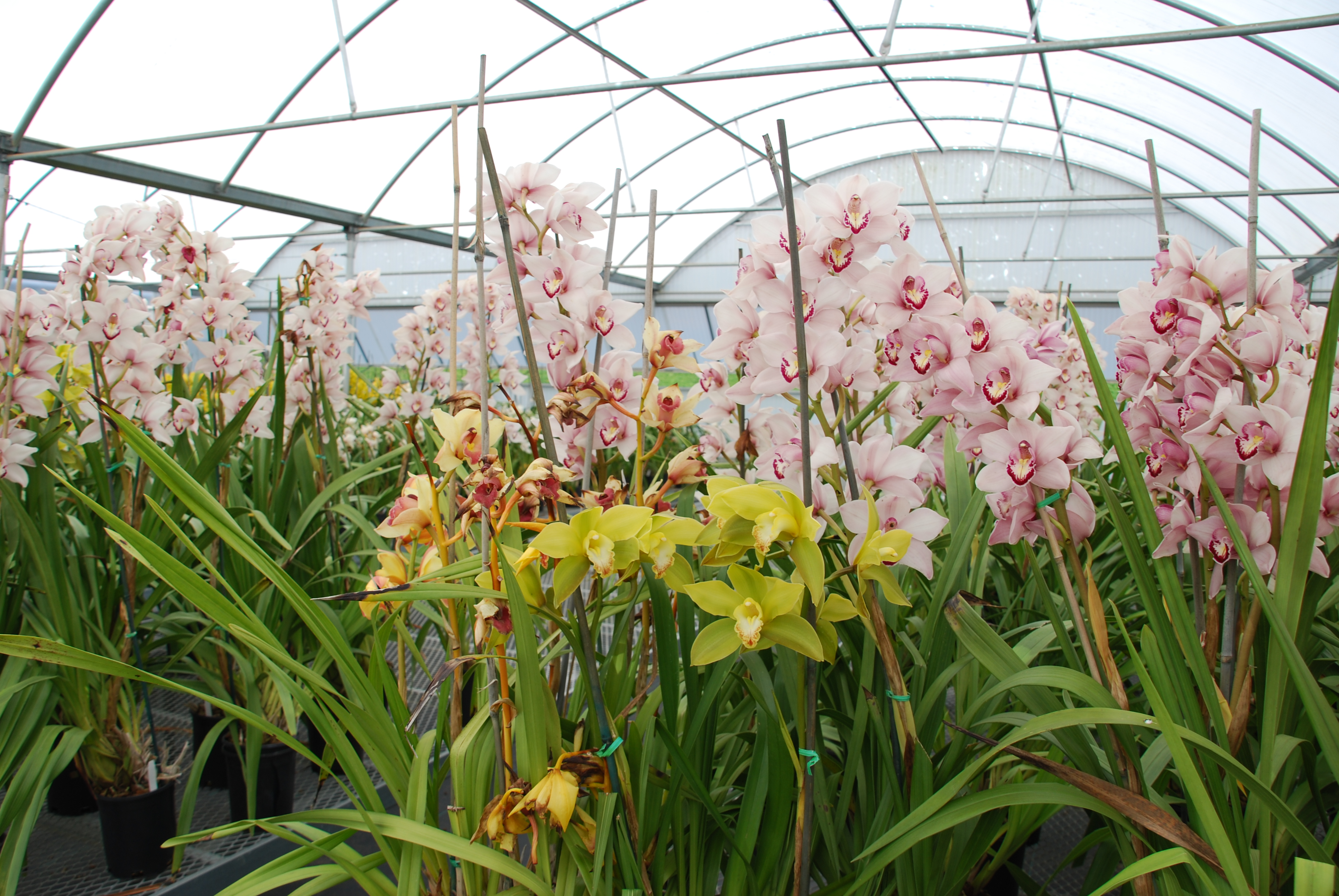
En el invernadero.